# Як-27
Як-27 (по классификации НАТО: Flashlight-C) — советский барражирующий истребитель-перехватчик.

## История
Як-27 проектировали на основе истребителя Як-25М, он полностью сохранил компоновку предшественника, но отличался от него лучшей аэродинамикой носовой части фюзеляжа и более тонким крылом. Согласно техническому заданию проектируемый истребитель-перехватчик должен был развивать скорость до 1300 км/ч на высоте 10000 м, иметь скороподъёмностью до этой высоты 2,5 минуты, иметь практический потолок 16000-17000 м, иметь дальность  до 2000 км, сохраняя при этом аэронавигационный запас топлива.
Опытный двухместный экземпляр Як-27 построили в декабре 1955 года. В ходе заводских испытаний была достигнута скорость, соответствующая числу М=1,32. Максимально достигнутая высота пролета - 15800 м, вертикальная скорость составляла 18 м/с. Летом того же года Як-27 продемонстрировали на воздушном параде в Тушино.
Не дожидаясь окончания всех испытаний, было решено выпустить малую серию. Выпуск самолетов Як-27  начался на заводе в Саратове в 1956 году. Второй экземпляр самолета, будущий Як-27Р, с двигателем РД-9Ф, усиленным крылом и переставным стабилизатором начал испытания в 1956 году.
По результатам государственных испытаний было рекомендовано запустить самолет Як-27Р в серийное производство, но с устранением выявленных дефектов и недостатков.
Серийное производство Як-27Р происходило с 1958 по 1962 годы. Было изготовлено 165 самолетов 16 различных серий. Каждая серия самолетов имела конструктивные отличия.
Из 165 серийных самолетов до наших дней сохранилось пять экземпляров, два находятся в России и три самолета в Германии.
Первый отечественный сверхзвуковой разведчик Як-27Р эксплуатировался в строевых частях более десяти лет, являясь по сути переходной машиной к более совершенному Як-28Р, на нем накопили необходимый опыт сотни специалистов ВВС, которым впоследствии было легче переходить на более совершенные и сложные разведчики.

## Конструкция
Як-27Р — свободнонесущий цельнометаллический моноплан со средним расположением стреловидного крыла. Экипаж два человека: лётчик и штурман.
Фюзеляж — стрингерный полумонокок с работающей обшивкой круглого поперечного сечения, переходящего в хвостовой части в эллиптическое. В носовой части фюзеляжа установлена мачта с приемником воздушного давления. За носовой частью расположена гермокабина штурмана, закрытая конусообразным остеклённым фонарем. Вход в кабину осуществляется через верхний люк.
Далее расположен фотоотсек с фотоаппаратом для перспективного воздушного фотографирования. На обоих бортах расположены фотолюки, открывающиеся с помощью электромеханизма при фотографировании. Также в нижней части этого отсека расположена ниша передней опоры шасси, закрывающаяся щитком и створками.
За фотоотсеком расположена герметичная кабина лётчика, которая сверху закрывается остеклённым фонарем, состоящим из козырька и сдвижной части. Лобовое стекло козырька выполнено из прозрачной брони с электрообогревом. Гермокабины экипажа вентиляционного типа. За кабиной лётчика расположены отсеки мягких керосиновых баков, помещенных в специальных жестких контейнерах, являющихся частью конструкции фюзеляжа.
В нижней части фюзеляжа размещен отсек главной опоры шасси. Далее, под контейнером топливного бака, размещен топографический фотоаппарат, объектив которого закрыт створками, открывающимися во время фотографирования. В следующем отсеке, с двумя фотолюками, размещены два фотоаппарата для планового воздушного фотографирования. В хвостовой части фюзеляжа расположен отсек электро-радиооборудования. Заканчивается фюзеляж управляемыми створками, между которыми расположен тормозной парашют, сбрасываемый в конце пробега при посадке.
Крыло — стреловидное, двухлонжеронное, трапециевидное в плане. Крыло опиралось на мощную поперечную балку, закрепленную на фюзеляже. Механизация крыла - щитки-закрылки и элероны. Элероны снабжены весовой и аэродинамической компенсацией. Левый элерон снабжен управляемым триммером, а правый отгибным ножом. Заканчивается крыло обтекателями подкрыльных ног шасси и законцовками.
Хвостовое оперение —  стреловидное, с установленным на половине размаха киля управляемым стабилизатором. Особенностью оперения является отсутствие триммера руля высоты и наличие управляемого стабилизатора. Диапазон изменения угла установки стабилизатора 4 градуса, относительно строительной горизонтали фюзеляжа.
Стабилизатор — двухлонжеронный, состоит из двух половин, соединенных между собой поперечной балкой и траверсой механизма перестановки стабилизатора.
Киль — двухлонжеронный, крепится к фюзеляжу передним лонжероном и двумя узлами на заднем лонжероне. Законцовка киля выполнена из радиопрозрачного стеклотекстолита с антенной связной радиостанции.
Рули высоты и направления имеют весовую и аэродинамическую компенсацию. Руль направления состоит из двух половин - верхней и нижней. На нижней половине установлен управляемый триммер, а на верхней отгибной нож и стеклотекстолитовая законцовка с антенной радиостанции.
Шасси — велосипедного типа, состоит из главной, передней и двух подкрыльевых опор. Все опоры убираются назад по полёту: передняя и главная в фюзеляж, а подкрыльевые в обтекатели на законцовках крыла. Передняя опора имеет управляемое колесо, поворот которого осуществляется от педалей ножного управления самолетом через бустер. Главная опора имеет два тормозных колеса,  снабженных антиюзовым устройством.
Силовая установка — два турбореактивных двигателя РД-9Ф, расположенных в гондолах под крылом. Запуск двигателей производился с помощью стартер-генератора от аэродромного источника питания электроэнергии. Топливо размещено в пяти мягких баках общим объемом 4665 литров.
Вооружение — пушка калибра 23 мм, установленная на правом борту фюзеляжа внизу, с боезапасом 50 патронов. Управление стрельбой электрическое, перезарядка пушки электропневматическая.

## Модификации
| Название модели   | Краткие характеристики, отличия.                                                                   |
| ----------------- | -------------------------------------------------------------------------------------------------- |
| Як-27В            | Высотный перехватчик с ракетным двигателем.                                                        |
| Як-27К (Як-27К-8) | Вариант-перехватчик, оборудованный системой вооружения К-8. Комплекс перехвата в целом — Як-27К-8. |
| Як-27ЛШ           | Вариант с лыжным шасси.                                                                            |
| Як-27Р            | Тактический разведывательный вариант.                                                              |
| Як-27Ф            | На этой машине проводились в основном эксперименты и исследования.                                 |
| Як-121            | Прототип самолёта Як-27.                                                                           |

## Тактико-технические характеристики Як-27

### Технические характеристики
- Экипаж: 2 человека
- Длина: 17,30 м
- Размах крыла: 11 м
- Площадь крыла: 28,94 м2
- Масса
  - Пустого: 6983 кг
  - Максимальная взлётная: 10 700 кг
- Двигатели: 2 ×  ТРД РД-9АК
- Тяга форсированная: 2 × 3250 кгс

### Лётные характеристики
- Максимальная скорость: 1235 км/ч
- Дальность полёта: 2200 км
- Практический потолок: 16 300 м

### Вооружение
- Стрелково-пушечное: 2 × 30-мм пушки НР-30